# Karlo Perić
Karlo Perić (Zagabria, 14 febbraio 2001) è un calciatore croato, attaccante del Borac Banja Luka.

## Statistiche

### Presenze e reti nei club
Statistiche aggiornate al 19 gennaio 2023.
| Stagione                    | Squadra                     | Campionato                  | Campionato | Campionato | Coppe nazionali | Coppe nazionali | Coppe nazionali | Coppe continentali | Coppe continentali | Coppe continentali | Altre coppe | Altre coppe | Altre coppe | Totale | Totale |
| Stagione                    | Squadra                     | Comp                        | Pres       | Reti       | Comp            | Pres            | Reti            | Comp               | Pres               | Reti               | Comp        | Pres        | Reti        | Pres   | Reti   |
| --------------------------- | --------------------------- | --------------------------- | ---------- | ---------- | --------------- | --------------- | --------------- | ------------------ | ------------------ | ------------------ | ----------- | ----------- | ----------- | ------ | ------ |
| 2019-2020                   | Hrvatski Dragovoljac        | 2. HNL                      | 1          | 0          | -               | -               | -               | -                  | -                  | -                  | -           | -           | -           | 1      | 0      |
| 2020-2021                   | Hrvatski Dragovoljac        | 2. HNL                      | 25         | 6          | -               | -               | -               | -                  | -                  | -                  | -           | -           | -           | 25     | 6      |
| 2021-2022                   | Hrvatski Dragovoljac        | 1. HNL                      | 26         | 3          | -               | -               | -               | -                  | -                  | -                  | -           | -           | -           | 26     | 3      |
| Totale Hrvatski Dragovoljac | Totale Hrvatski Dragovoljac | Totale Hrvatski Dragovoljac | 52         | 9          |                 | -               | -               |                    | -                  | -                  |             | -           | -           | 52     | 9      |
| 2022-2023                   | Varaždin                    | 1. HNL                      | 11         | 1          | CC              | 1               | 0               | -                  | -                  | -                  | -           | -           | -           | 12     | 1      |
| Totale carriera             | Totale carriera             | Totale carriera             | 63         | 10         |                 | 1               | 0               |                    | -                  | -                  |             | -           | -           | 64     | 10     |

## Palmarès

### Club

#### Competizioni nazionali
- Druga hrvatska nogometna liga: 1

Hrvatski Dragovoljac: 2020-2021